# Pont d’Arc

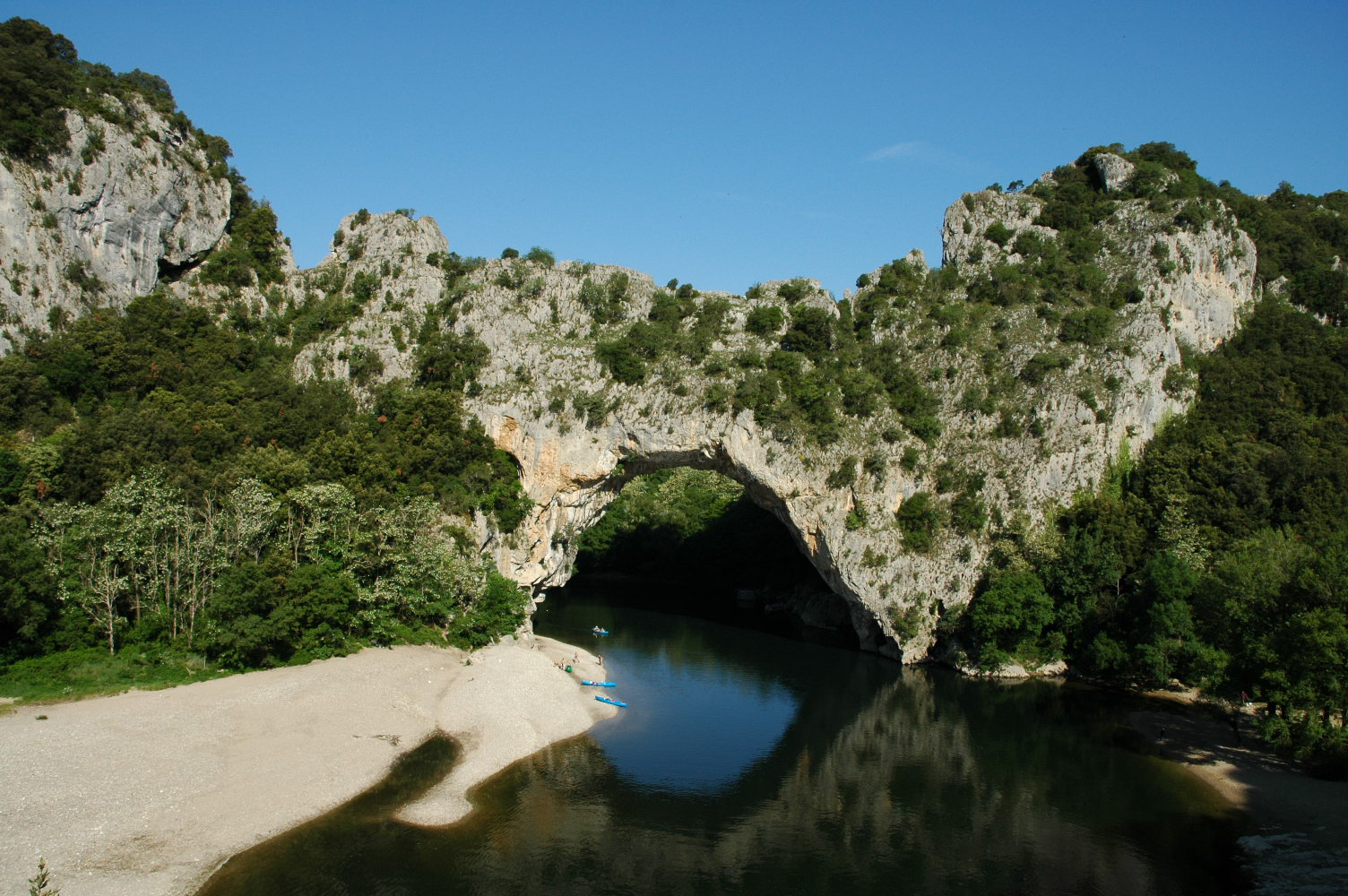
A Pont d’Arc

Pont d’Arc (francia pont = híd, arc = ív) egy hatalmas természetes kőhíd Franciaország déli részén, Ardèche megyében. A legközelebbi település a 3 km-re fekvő Vallon-Pont-d’Arc. Népszerű evezős paradicsom az Ardèche folyó mentén.
A híd belső íve 60 méter nyílású, 45 méter magas. A környék különleges ősrégészeti jelentősége a Chauvet-barlangban talált 30 000 és 17 000 év közötti emberi jelenlétet bizonyító feliratszerű jelcsoportok és festett kézkörvonalak létezése. Háromszáz állatkép (bölény, rénszarvas, gyapjas orrszarvú) mellett a lenyomatok és kultikus jelképek sokasága miatt 1995 óta a Lascaux-i barlang és az Altamira-barlang jelentőségénél is többre tartják. A Pont d’Arc leleteinek ismertté válása óta az íráskutatók egyik célpontja (például Varga Csaba).
A leletek kormeghatározása erősen vitatott, az aurignaci kultúra, a gravetti kultúra és a magdaléni kultúra jöhet számításba, vagyis a felső paleolitikum minden jelentős kultúrájával kapcsolatba hozták.

## Fordítás
- Ez a szócikk részben vagy egészben  a   Pont d'Arc című angol Wikipédia-szócikk fordításán alapul.  Az eredeti cikk szerkesztőit annak laptörténete sorolja fel. Ez a jelzés csupán a megfogalmazás eredetét és a szerzői jogokat jelzi, nem szolgál a cikkben szereplő információk forrásmegjelöléseként.
- Ez a szócikk részben vagy egészben  a   Pont d'Arc című német Wikipédia-szócikk fordításán alapul.  Az eredeti cikk szerkesztőit annak laptörténete sorolja fel. Ez a jelzés csupán a megfogalmazás eredetét és a szerzői jogokat jelzi, nem szolgál a cikkben szereplő információk forrásmegjelöléseként.